# Jorge Ben (album)
| Recensione            | Giudizio |
| --------------------- | -------- |
| AllMusic              |          |
| Tom Hull – on the Web | A–       |

Jorge Ben è il sesto album in studio del cantautore brasiliano Jorge Ben. È stato pubblicato nel novembre 1969 dalla Philips Records.

## Descrizione
Ben registrò l'album insieme al produttore Manoel Barenbein, al gruppo musicale Trio Mocotó e a una sezione orchestrale arrangiata da José Briamonte e Rogério Duprat. I testi e la musica furono scritti da Ben durante i suoi anni precedenti, nei quali egli si esibì come solista e sviluppò un suo personale stile musicale basato sulla samba. A livello musicale, l'album incorpora influenze provenienti dalla musica psichedelica e dal soul, mentre i testi dei brani trattano della vita di tutti i giorni, di storie d'amore con donne e dell'identità afro-brasiliana. Anche l'iconica copertina dell'album, realizzata da Guido Alberi, esibisce influenze psichedeliche e attinge a simboli della cultura brasiliana contemporanea.
Jorge Ben fu per l'autore un ritorno al successo commerciale, ospitando numerose canzoni di successo, tra cui due delle registrazioni più famose di Ben, ovvero Que Pena e País Tropical. Da allora i critici hanno sempre associato l'album al samba rock brasiliano e ai movimenti musicali noti come Tropicália.

## Tracce
Tutti i brani contenuti nel disco sono stati scritti da Jorge Ben.

### Lato A
1. Crioula – 3:30
2. Domingas – 3:35
3. Cadê Teresa – 3:26
4. Barbarella – 3:19
5. País Tropical – 4:16

### Lato B
1. Take It Easy My Brother Charles – 2:36
2. Descobri que Eu Sou um Anjo – 4:05
3. Bebete Vãobora – 2:38
4. Quem Foi que Roubou a Sopeira de Porcelana Chinesa que a Vovó Ganhou da Baronesa? – 3:10
5. Que Pena – 3:05
6. Charles Anjo 45 – 4:55

## Formazione[3]
- Jorge Ben – chitarra, voce
- José Briamonte – arrangiamenti (lato uno: tracce 1, 2, 3, 5; lato due: tracce 1, 3, 4, 5, 6)
- Rogério Duprat – arrangiamenti (lato uno: traccia 4; lato due: traccia 2)
- Trio Mocotó – performance in primo piano[1]